# Tangren

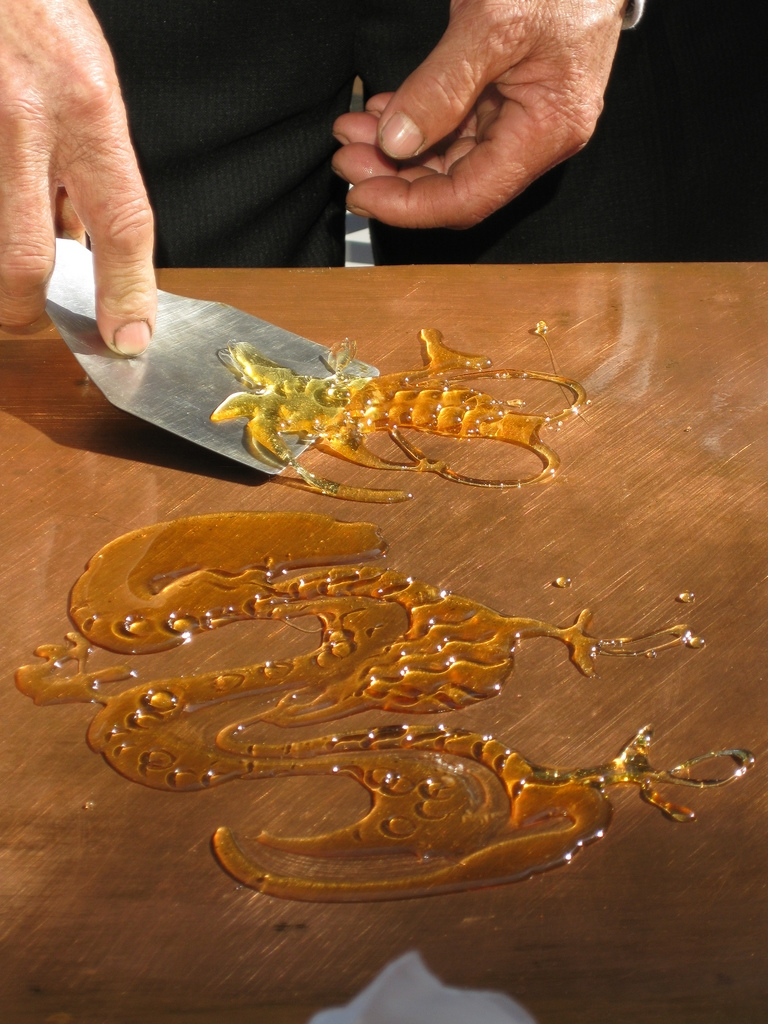
Tangren

Tangren (chinesisch 糖人, Pinyin Tángrén – „Zuckermensch“) sind eine traditionelle chinesische Volkskunst aus der Song-Dynastie. Tangren verkaufte man zur damaligen Zeit auf Märkten oder vor Schulen.
Die Figürchen werden aus Rohrzucker und Maltose hergestellt und waren beliebte Süßigkeiten und Kinderspielzeug in Taiwan und China. Tangren haben normalerweise eine ausgeprägte braungelbe Farbe, wofür gelber oder grüner Farbstoff verwendet wird. Beliebte Figuren sind Tiere, wie Drachen, Hähne und Schweine, oder Objekte, wie Macheten und Speere.
Bevor man eines dieser Tangren kauft, dreht man gerne vorher einen Zeiger auf einem Drehteller. Auf diesem Drehteller gibt es mehrere Felder mit allen angebotenen Tangren. Je nachdem, wo der Zeiger stehen bleibt, kauft man dann das entsprechende Tangren.

## Zubereitung
In einem kleinen Holzofen wird Zucker in einem Metallgefäß erwärmt. Wenn bei der richtigen Temperatur der Zucker entnommen wird, kann der Künstler den erhitzten Zucker durch Kneten formbar machen. Ein dünner Strohhalm wird dann in die Kugel gesteckt und der Künstler beginnt, Luft in sie hinein zu blasen, um die Kugel langsam zu vergrößern. Gleichzeitig drückt und zieht der Künstler Teile der Kugel von Hand oder manchmal mit Werkzeugen, wie Pinzetten, um Gliedmaßen und verschiedene Formen zu erzeugen. Bevor die Figur vollständig abgekühlt ist, verfärbt sich die Oberfläche normalerweise rot oder grün. Der Strohhalm wird nach dem Abkühlen entfernt, und ein Holzstab wird in die Unterseite eingeführt, danach ist das Tangren fertig zum Verkauf.

## Herkunft
Liu Bowen gilt als Erfinder des Tangrens. Eine Geschichte besagt, dass Liu Bowen vor 600 Jahren unter Kaiser Hongwu ein mächtiger Minister war, weshalb ihn der Kaiser als Gefahr sah und ermorden lassen wollte. Daraufhin flüchtete Liu Bowen und nahm die Identität eines Zuckerverkäufers an, später erfand er die Tangren.

## Gegenwart
Früher waren Tangren sowohl als Süßigkeiten als auch als Kinderspielzeug beliebt. Heutzutage gelten Tangren vor allem als Süßigkeit und Erinnerung an die Kindheit. Tangren sind auch ein begehrtes Souvenir. Man kann das Tangren an den Touristenplätzen finden. Eine ähnliche japanische Variante wird Amezaiku genannt.